# Списак позивних бројева у Јужном Судану
Јужни Судан је користио позивни број +249, који припада северном Судану све до 16. јула 2011. године, тачније два дана након примања у Уједињене нације. Нови позивни број +211 одобрила је Међународна агенција за телекомуникације. Међународни префикс за Јужни Судан је 011.

## Формат позивања
Приликом позивања унутар месног подручја користи се следећи формат:
- xxx xxxx (седам цифара)

Приликом позива у међумесном саобраћају користи се следећи формат:
- yyy xxx xxxx (позивни број међумесног средишта + седам цифара)

Приликом позива у међународном саобраћају ка Јужном Судану користи се наведени формат:
- +211 yyy xxx xxxx